# Giải vô địch bóng đá châu Âu 2016 (Bảng F)
Bảng F của Euro 2016 có sự góp mặt của 4 đội: Bồ Đào Nha, Iceland, Áo, Hungary. Chỉ có Iceland là đội duy nhất lần đầu tiên tham dự. Các trận đấu diễn ra từ ngày 14 đến ngày 22 tháng 6 năm 2016.

## Các đội
| Nhóm | Đội tuyển  | Tư cách qua vòng loại | Số lần tham dự | Lần tham dự gần đây nhất | Thành tích tốt nhất | Xếp hạng UEFA Tháng 10, 2015 | Xếp hạng FIFA Tháng 6, 2016 |
| ---- | ---------- | --------------------- | -------------- | ------------------------ | ------------------- | ---------------------------- | --------------------------- |
| F1   | Bồ Đào Nha | Nhất bảng I           | 7th            | 2012                     | Á quân (2004)       | 4                            | 8                           |
| F2   | Iceland    | Nhì bảng A            | 1st            | —                        | Lần đầu             | 27                           | 34                          |
| F3   | Áo         | Nhất bảng G           | 2nd            | 2008                     | Vòng bảng (2008)    | 11                           | 10                          |
| F4   | Hungary    | Thắng trận play-off   | 3rd            | 1972                     | Hạng ba (1964)      | 20                           | 20                          |

Chú thích
1. ↑  Bảng xếp hạng FIFA khu vực châu Âu vào tháng 10 năm 2015 được sử dụng trước khi bốc thăm vòng bảng

## Kết quả
| VT | Đội        | ST | T | H | B | BT | BB | HS | Đ | Giành quyền tham dự     |
| -- | ---------- | -- | - | - | - | -- | -- | -- | - | ----------------------- |
| 1  | Hungary    | 3  | 1 | 2 | 0 | 6  | 4  | +2 | 5 | Vòng đấu loại trực tiếp |
| 2  | Iceland    | 3  | 1 | 2 | 0 | 4  | 3  | +1 | 5 | Vòng đấu loại trực tiếp |
| 3  | Bồ Đào Nha | 3  | 0 | 3 | 0 | 4  | 4  | 0  | 3 | Vòng đấu loại trực tiếp |
| 4  | Áo         | 3  | 0 | 1 | 2 | 1  | 4  | −3 | 1 |                         |

Ở vòng 16 đội:
- Đội nhất bảng F, Hungary, đối đầu với đội nhì bảng E, Bỉ.
- Đội nhì bảng F, Iceland, đối đầu với đội nhì bảng B, Anh.
- Đội xếp thứ ba bảng F, Bồ Đào Nha, đối đầu với đội nhất bảng D, Croatia.

## Các trận đấu
Giờ thi đấu tính theo giờ địa phương (UTC+2)

### Áo v Hungary
| Áo | 0–2      | Hungary                  |
| -- | -------- | ------------------------ |
|    | Chi tiết | Szalai 62' · Stieber 87' |

| Áo | Hungary |

| TM                      | 1  | Robert Almer          |         |     |
| HV                      | 17 | Florian Klein         |         |     |
| HV                      | 3  | Aleksandar Dragović   | 33' 66' |     |
| HV                      | 4  | Martin Hinteregger    |         |     |
| HV                      | 5  | Christian Fuchs (c)   |         |     |
| TV                      | 11 | Martin Harnik         |         | 77' |
| TV                      | 14 | Julian Baumgartlinger |         |     |
| TV                      | 8  | David Alaba           |         |     |
| TV                      | 7  | Marko Arnautović      |         |     |
| TĐ                      | 10 | Zlatko Junuzović      |         | 59' |
| TĐ                      | 21 | Marc Janko            |         | 65' |
| Vào sân thay người:     |    |                       |         |     |
| TV                      | 20 | Marcel Sabitzer       |         | 59' |
| TĐ                      | 9  | Rubin Okotie          |         | 65' |
| TV                      | 18 | Alessandro Schöpf     |         | 77' |
| Huấn luyện viên trưởng: |    |                       |         |     |
| Marcel Koller           |    |                       |         |     |

| TM                      | 1  | Gábor Király         |     |     |
| HV                      | 5  | Attila Fiola         |     |     |
| HV                      | 20 | Richárd Guzmics      |     |     |
| HV                      | 2  | Ádám Lang            |     |     |
| HV                      | 4  | Tamás Kádár          |     |     |
| TV                      | 10 | Zoltán Gera          |     |     |
| TV                      | 11 | Krisztián Németh     | 80' | 89' |
| TV                      | 8  | Ádám Nagy            |     |     |
| TV                      | 15 | László Kleinheisler  |     | 79' |
| TĐ                      | 7  | Balázs Dzsudzsák (c) |     |     |
| TĐ                      | 9  | Ádám Szalai          |     | 69' |
| Vào sân thay người:     |    |                      |     |     |
| TĐ                      | 19 | Tamás Priskin        |     | 69' |
| TV                      | 18 | Zoltán Stieber       |     | 79' |
| HV                      | 16 | Ádám Pintér          |     | 89' |
| Huấn luyện viên trưởng: |    |                      |     |     |
| Bernd Storck            |    |                      |     |     |

| Cầu thủ xuất sắc nhất trận: László Kleinheisler (Hungary) Trợ lý trọng tài: Frédéric Cano (Pháp) Nicolas Danos (Pháp) Trọng tài bàn: Jesús Gil Manzano (Tây Ban Nha) Các trọng tài phụ (khu vực cấm địa): Benoît Bastien (Pháp) Fredy Fautrel (Pháp) Giám sát trận đấu: Roberto Alonso Fernández (Tây Ban Nha) |

### Bồ Đào Nha v Iceland
| Bồ Đào Nha | 1–1      | Iceland          |
| ---------- | -------- | ---------------- |
| Nani 31'   | Chi tiết | B. Bjarnason 50' |

| Bồ Đào Nha | Iceland |

| TM                      | 1  | Rui Patrício          |  |     |
| HV                      | 11 | Vieirinha             |  |     |
| HV                      | 6  | Ricardo Carvalho      |  |     |
| HV                      | 3  | Pepe                  |  |     |
| HV                      | 5  | Raphaël Guerreiro     |  |     |
| TV                      | 10 | João Mário            |  | 76' |
| TV                      | 13 | Danilo                |  |     |
| TV                      | 15 | André Gomes           |  | 84' |
| TĐ                      | 8  | João Moutinho         |  | 71' |
| TĐ                      | 17 | Nani                  |  |     |
| TĐ                      | 7  | Cristiano Ronaldo (c) |  |     |
| Vào sân thay người:     |    |                       |  |     |
| TV                      | 16 | Renato Sanches        |  | 71' |
| TĐ                      | 20 | Ricardo Quaresma      |  | 76' |
| TĐ                      | 9  | Éder                  |  | 84' |
| Huấn luyện viên trưởng: |    |                       |  |     |
| Fernando Santos         |    |                       |  |     |

| TM                                 | 1  | Hannes Þór Halldórsson  |       |     |
| HV                                 | 2  | Birkir Már Sævarsson    |       |     |
| HV                                 | 6  | Ragnar Sigurðsson       |       |     |
| HV                                 | 14 | Kári Árnason            |       |     |
| HV                                 | 23 | Ari Freyr Skúlason      |       |     |
| TV                                 | 7  | Jóhann Berg Guðmundsson |       | 90' |
| TV                                 | 17 | Aron Gunnarsson (c)     |       |     |
| TV                                 | 10 | Gylfi Sigurðsson        |       |     |
| TV                                 | 8  | Birkir Bjarnason        | 55'   |     |
| TĐ                                 | 9  | Kolbeinn Sigþórsson     |       | 81' |
| TĐ                                 | 15 | Jón Daði Böðvarsson     |       |     |
| Vào sân thay người:                |    |                         |       |     |
| TĐ                                 | 11 | Alfreð Finnbogason      | 90+4' | 81' |
| TV                                 | 18 | Theódór Elmar Bjarnason |       | 90' |
| Huấn luyện viên trưởng:            |    |                         |       |     |
| Heimir Hallgrímsson Lars Lagerbäck |    |                         |       |     |

| Cầu thủ xuất sắc nhất trận: Nani (Bồ Đào Nha) Trợ lý trọng tài: Bahattin Duran (Thổ Nhĩ Kỳ) Tarık Ongun (Thổ Nhĩ Kỳ) Trọng tài bàn: Carlos del Cerro Grande (Tây Ban Nha) Các trọng tài phụ (khu vực cấm địa): Hüseyin Göçek (Thổ Nhĩ Kỳ) Barış Şimşek (Thổ Nhĩ Kỳ) Giám sát trận đấu: Juan Carlos Yuste Jiménez (Tây Ban Nha) |

### Iceland v Hungary
| Iceland                   | 1–1      | Hungary              |
| ------------------------- | -------- | -------------------- |
| G. Sigurðsson 40' (ph.đ.) | Chi tiết | Sævarsson 88' (l.n.) |

| Iceland | Hungary |

| TM                                 | 1  | Hannes Þór Halldórsson  |     |     |
| HV                                 | 2  | Birkir Már Sævarsson    | 77' |     |
| HV                                 | 6  | Ragnar Sigurðsson       |     |     |
| HV                                 | 14 | Kári Árnason            |     |     |
| HV                                 | 23 | Ari Freyr Skúlason      |     |     |
| TV                                 | 7  | Jóhann Berg Guðmundsson | 42' |     |
| TV                                 | 10 | Gylfi Sigurðsson        |     |     |
| TV                                 | 17 | Aron Gunnarsson (c)     |     | 65' |
| TV                                 | 8  | Birkir Bjarnason        |     |     |
| TĐ                                 | 9  | Kolbeinn Sigþórsson     |     | 84' |
| TĐ                                 | 15 | Jón Daði Böðvarsson     |     | 69' |
| Vào sân thay người:                |    |                         |     |     |
| TV                                 | 20 | Emil Hallfreðsson       |     | 65' |
| TĐ                                 | 11 | Alfreð Finnbogason      | 75' | 69' |
| TĐ                                 | 22 | Eiður Guðjohnsen        |     | 84' |
| Huấn luyện viên trưởng:            |    |                         |     |     |
| Heimir Hallgrímsson Lars Lagerbäck |    |                         |     |     |

| TM                      | 1  | Gábor Király         |       |     |
| HV                      | 2  | Ádám Lang            |       |     |
| HV                      | 20 | Richárd Guzmics      |       |     |
| HV                      | 23 | Roland Juhász        |       | 84' |
| HV                      | 4  | Tamás Kádár          | 81'   |     |
| TV                      | 15 | László Kleinheisler  | 83'   |     |
| TV                      | 10 | Zoltán Gera          |       |     |
| TV                      | 8  | Ádám Nagy            | 90+1' |     |
| TĐ                      | 18 | Zoltán Stieber       |       | 66' |
| TĐ                      | 7  | Balázs Dzsudzsák (c) |       |     |
| TĐ                      | 19 | Tamás Priskin        |       | 66' |
| Substitutions:          |    |                      |       |     |
| TĐ                      | 17 | Nemanja Nikolić      |       | 66' |
| TĐ                      | 13 | Dániel Böde          |       | 66' |
| TĐ                      | 9  | Ádám Szalai          |       | 84' |
| Huấn luyện viên trưởng: |    |                      |       |     |
| Bernd Storck            |    |                      |       |     |

| Cầu thủ xuất sắc nhất trận: Kolbeinn Sigþórsson (Iceland) Trợ lý trọng tài: Nikolai Golubev (Nga) Tikhon Kalugin (Nga) Trọng tài bàn: Aleksei Kulbakov (Belarus) Các trọng tài phụ (khu vực cấm địa): Sergey Lapochkin (Nga) Sergey Ivanov (Nga) Giám sát trận đấu: Vitali Maliutsin (Belarus) |

### Bồ Đào Nha v Áo
| Bồ Đào Nha | 0–0      | Áo |
| ---------- | -------- | -- |
|            | Chi tiết |    |

| Bồ Đào Nha | Áo |

| TM                      | 1  | Rui Patrício          |     |     |
| HV                      | 11 | Vieirinha             |     |     |
| HV                      | 3  | Pepe                  | 40' |     |
| HV                      | 6  | Ricardo Carvalho      |     |     |
| HV                      | 5  | Raphaël Guerreiro     |     |     |
| TV                      | 20 | Ricardo Quaresma      | 31' | 71' |
| TV                      | 14 | William Carvalho      |     |     |
| TV                      | 8  | João Moutinho         |     |     |
| TV                      | 15 | André Gomes           |     | 83' |
| TĐ                      | 17 | Nani                  |     | 89' |
| TĐ                      | 7  | Cristiano Ronaldo (c) |     |     |
| Vào sân thay người:     |    |                       |     |     |
| TV                      | 10 | João Mário            |     | 71' |
| TĐ                      | 9  | Éder                  |     | 83' |
| TV                      | 18 | Rafa Silva            |     | 89' |
| Huấn luyện viên trưởng: |    |                       |     |     |
| Fernando Santos         |    |                       |     |     |

| TM                      | 1  | Robert Almer          |     |     |
| HV                      | 17 | Florian Klein         |     |     |
| HV                      | 15 | Sebastian Prödl       |     |     |
| HV                      | 4  | Martin Hinteregger    | 78' |     |
| HV                      | 5  | Christian Fuchs (c)   | 60' |     |
| TV                      | 6  | Stefan Ilsanker       |     | 87' |
| TV                      | 14 | Julian Baumgartlinger |     |     |
| TĐ                      | 11 | Martin Harnik         | 47' |     |
| TĐ                      | 8  | David Alaba           |     | 65' |
| TĐ                      | 7  | Marko Arnautović      |     |     |
| TĐ                      | 20 | Marcel Sabitzer       |     | 85' |
| Vào sân thay người:     |    |                       |     |     |
| TV                      | 18 | Alessandro Schöpf     | 86' | 65' |
| TĐ                      | 19 | Lukas Hinterseer      |     | 85' |
| HV                      | 16 | Kevin Wimmer          |     | 87' |
| Huấn luyện viên trưởng: |    |                       |     |     |
| Marcel Koller           |    |                       |     |     |

| Cầu thủ xuất sắc nhất trận: João Moutinho (Bồ Đào Nha) Trợ lý trọng tài: Elenito Di Liberatore (Ý) Mauro Tonolini (Ý) Trọng tài bàn: Alexandru Tudor (România) Các trọng tài phụ (khu vực cấm địa): Daniele Orsato (Ý) Antonio Damato (Ý) Giám sát trận đấu: Octavian Șovre (România) |

### Iceland v Áo
| Iceland                           | 2–1      | Áo         |
| --------------------------------- | -------- | ---------- |
| Böðvarsson 18' · Traustason 90+4' | Chi tiết | Schöpf 60' |

| Iceland | Áo |

| TM                                 | 1  | Hannes Þór Halldórsson  | 82' |     |
| HV                                 | 2  | Birkir Már Sævarsson    |     |     |
| HV                                 | 14 | Kári Árnason            | 78' |     |
| HV                                 | 6  | Ragnar Sigurðsson       |     |     |
| HV                                 | 23 | Ari Freyr Skúlason      | 36' |     |
| TV                                 | 7  | Jóhann Berg Guðmundsson |     | 86' |
| TV                                 | 17 | Aron Gunnarsson (c)     |     |     |
| TV                                 | 10 | Gylfi Sigurðsson        |     |     |
| TV                                 | 8  | Birkir Bjarnason        |     |     |
| TĐ                                 | 15 | Jón Daði Böðvarsson     |     | 71' |
| TĐ                                 | 9  | Kolbeinn Sigþórsson     | 51' | 80' |
| Vào sân thay người:                |    |                         |     |     |
| TV                                 | 18 | Theódór Elmar Bjarnason |     | 71' |
| TV                                 | 21 | Arnór Ingvi Traustason  |     | 80' |
| HV                                 | 5  | Sverrir Ingi Ingason    |     | 86' |
| Huấn luyện viên trưởng:            |    |                         |     |     |
| Heimir Hallgrímsson Lars Lagerbäck |    |                         |     |     |

| TM                      | 1  | Robert Almer          |     |     |
| HV                      | 3  | Aleksandar Dragović   |     |     |
| HV                      | 15 | Sebastian Prödl       |     | 46' |
| HV                      | 4  | Martin Hinteregger    |     |     |
| HV                      | 5  | Christian Fuchs (c)   |     |     |
| TV                      | 6  | Stefan Ilsanker       |     | 46' |
| TV                      | 14 | Julian Baumgartlinger |     |     |
| TĐ                      | 17 | Florian Klein         |     |     |
| TĐ                      | 8  | David Alaba           |     |     |
| TĐ                      | 7  | Marko Arnautović      |     |     |
| TĐ                      | 20 | Marcel Sabitzer       |     | 78' |
| Vào sân thay người:     |    |                       |     |     |
| TĐ                      | 21 | Marc Janko            | 70' | 46' |
| TV                      | 18 | Alessandro Schöpf     |     | 46' |
| TV                      | 22 | Jakob Jantscher       |     | 78' |
| Huấn luyện viên trưởng: |    |                       |     |     |
| Marcel Koller           |    |                       |     |     |

| Cầu thủ xuất sắc nhất trận: Kári Árnason (Iceland) Trợ lý trọng tài: Paweł Sokolnicki (Ba Lan) Tomasz Listkiewicz (Ba Lan) Trọng tài bàn: Mark Clattenburg (Anh) Các trọng tài phụ (khu vực cấm địa): Paweł Raczkowski (Ba Lan) Tomasz Musiał (Ba Lan) Giám sát trận đấu: Simon Beck (Anh) |

### Hungary v Bồ Đào Nha
| Hungary                       | 3–3      | Bồ Đào Nha                  |
| ----------------------------- | -------- | --------------------------- |
| Gera 19' · Dzsudzsák 47', 55' | Chi tiết | Nani 42' · Ronaldo 50', 62' |

| Hungary | Bồ Đào Nha |

| TM                      | 1  | Gábor Király         |     |     |
| HV                      | 2  | Ádám Lang            |     |     |
| HV                      | 20 | Richárd Guzmics      | 13' |     |
| HV                      | 23 | Roland Juhász        | 28' |     |
| HV                      | 3  | Mihály Korhut        |     |     |
| TV                      | 10 | Zoltán Gera          | 34' | 46' |
| TV                      | 16 | Ádám Pintér          |     |     |
| TĐ                      | 7  | Balázs Dzsudzsák (c) | 56' |     |
| TĐ                      | 6  | Ákos Elek            |     |     |
| TĐ                      | 14 | Gergő Lovrencsics    |     | 83' |
| TĐ                      | 9  | Ádám Szalai          |     | 71' |
| Vào sân thay người:     |    |                      |     |     |
| HV                      | 21 | Barnabás Bese        |     | 46' |
| TĐ                      | 11 | Krisztián Németh     |     | 71' |
| TV                      | 18 | Zoltán Stieber       |     | 83' |
| Huấn luyện viên trưởng: |    |                      |     |     |
| Bernd Storck            |    |                      |     |     |

| TM                      | 1  | Rui Patrício          |  |     |
| HV                      | 11 | Vieirinha             |  |     |
| HV                      | 3  | Pepe                  |  |     |
| HV                      | 6  | Ricardo Carvalho      |  |     |
| HV                      | 19 | Eliseu                |  |     |
| TV                      | 15 | André Gomes           |  | 61' |
| TV                      | 14 | William Carvalho      |  |     |
| TV                      | 8  | João Moutinho         |  | 46' |
| TV                      | 10 | João Mário            |  |     |
| TĐ                      | 7  | Cristiano Ronaldo (c) |  |     |
| TĐ                      | 17 | Nani                  |  | 81' |
| Vào sân thay người:     |    |                       |  |     |
| TV                      | 16 | Renato Sanches        |  | 46' |
| TV                      | 20 | Ricardo Quaresma      |  | 61' |
| TV                      | 13 | Danilo                |  | 81' |
| Huấn luyện viên trưởng: |    |                       |  |     |
| Fernando Santos         |    |                       |  |     |

| Cầu thủ xuất sắc nhất trận: Cristiano Ronaldo (Bồ Đào Nha) Trợ lý trọng tài: Michael Mullarkey (Anh) Stephen Child (Anh) Trọng tài bàn: Aleksei Kulbakov (Belarus) Các trọng tài phụ (khu vực cấm địa): Michael Oliver (Anh) Craig Pawson (Anh) Giám sát trận đấu: Vitali Maliutsin (Belarus) |